# Видра (Алба)
Видра (рум. Vidra) насеље је у Румунији у округу Алба у општини Видра. Oпштина се налази на надморској висини од 642 m.

## Становништво
Према подацима из 2011. године у насељу је живело 65 становника.